# 도라에몽 노비타와 브리키의 미궁
《극장판 도라에몽: 진구와 양철인형》(映画ドラえもん のび太とブリキの迷宮)은 일본에서 1993년 3월 6일에 개봉했다.

## 줄거리
진구네 아버지는 잠결에 호텔 광고를 보고, 자기집만 여행 안간다고 심통난 진구에게 알려준다. 그러나 막상 생각해보니 잠결이었고, 진구는 실망한다. 그런데 집에 특이한 가방이 도착하고, 가방을 여니 문이 나온다. 안에 들어가니 멋진 호텔이 있는 섬이다. 그 후 일어나는 이야기이다.

## 등장인물
- 도라에몽
- 노진구
- 신이슬
- 만퉁퉁
- 왕비실
- 사피오
- 나포기스트라

## 목소리 출연
- 도라에몽 : 오오야마 노부요
- 노진구 : 오오하라 노리코
- 신이슬 : 노무라 미치코
- 만퉁퉁 : 다테카베 가즈야
- 왕비실 : 기모쓰키 가네타
- 사피오
- 나포기스트라

## 주제가
오프닝도라에몽의 노래
노래 : 야마노 사토코
엔딩
노래 :